# Kosmostumostów
Kosmostumostów – wydawnictwo multimedialne i czwarty solowy album wrocławskiego rapera i producenta muzycznego L.U.C.-a. Premierze Kosmostumostów towarzyszą murale i akcje ambientowe, ponadto album powstał równolegle z komiksem obrazującym tematykę płyty.
Kosmostumostów to album koncepcyjny opowiadający o przemianie szarego, zagubionego człowieka w zdeterminowanego i nagradzanego twórcę, znanego dziś jako L.U.C. Elementy autobiograficzne przeplatają się z odrealnionymi opisami Wrocławia – tytułowego Miasta Stumostów.

## Lista utworów
1. Proszę o zupełną ciszę na widowni – 0:22
2. Kurtynomatura w górę – 4:47
3. Kosmostumostów – geneza (gościnnie: Trzeci Wymiar) – 4:23
4. Przybycie z nowym wiekiem (gościnnie: Philip Fairweather) – 4:25
5. Słowo dydaktyki (gościnnie: Jan Miodek) – 2:19
6. Drapacze szyb – 1:35
7. Choć pali dużo, student to nie Lexus – 4:22
8. Sesja nie procesja – sesja poczeka – 4:19
9. Samomasujące ulice chcą zieleni (gościnnie: Mesajah) – 5:03
10. Tańce Krasnolucynutków – 1:53
11. Kapitan Gleba (gościnnie: Cezary Studniak) – 5:41
12. Otucha ducha Stumostów (gościnnie: Natalia Grosiak i Waldemar Kasta) – 5:13
13. Studium zagubionych dusz – 0:37
14. Wrometamorfoza (gościnnie: Leszek Cichoński) – 4:31
15. Morał – instrukcja obsługi życia – 6:25
16. Pospolite ruszenie (gościnnie: Sokół) – 4:33 (utwór dodatkowy)